# Brno

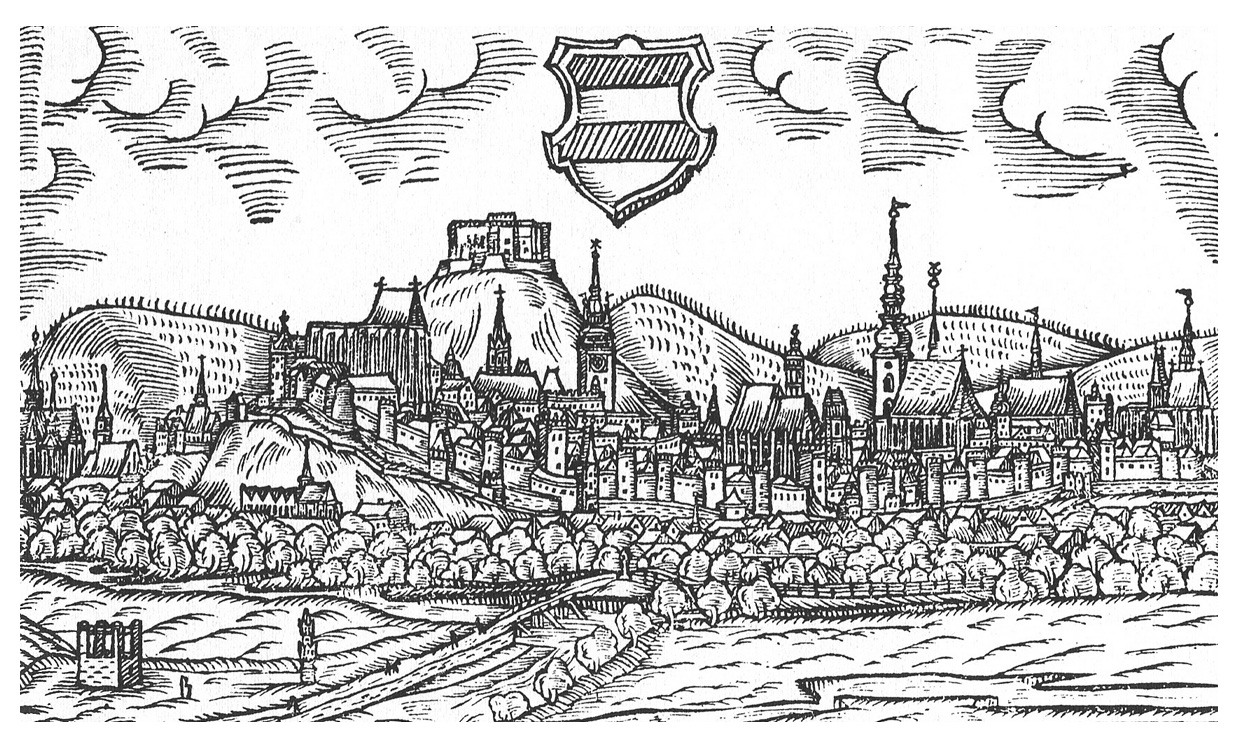
Brno około 1593 roku

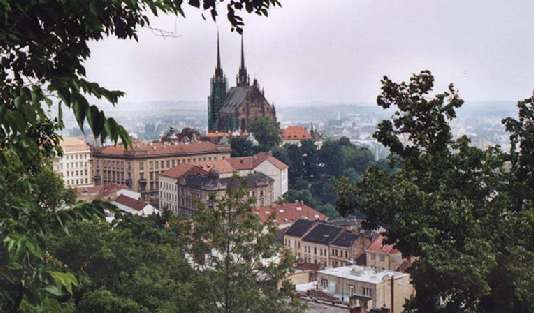
Widok na katedrę świętych Piotra i Pawła w Brnie

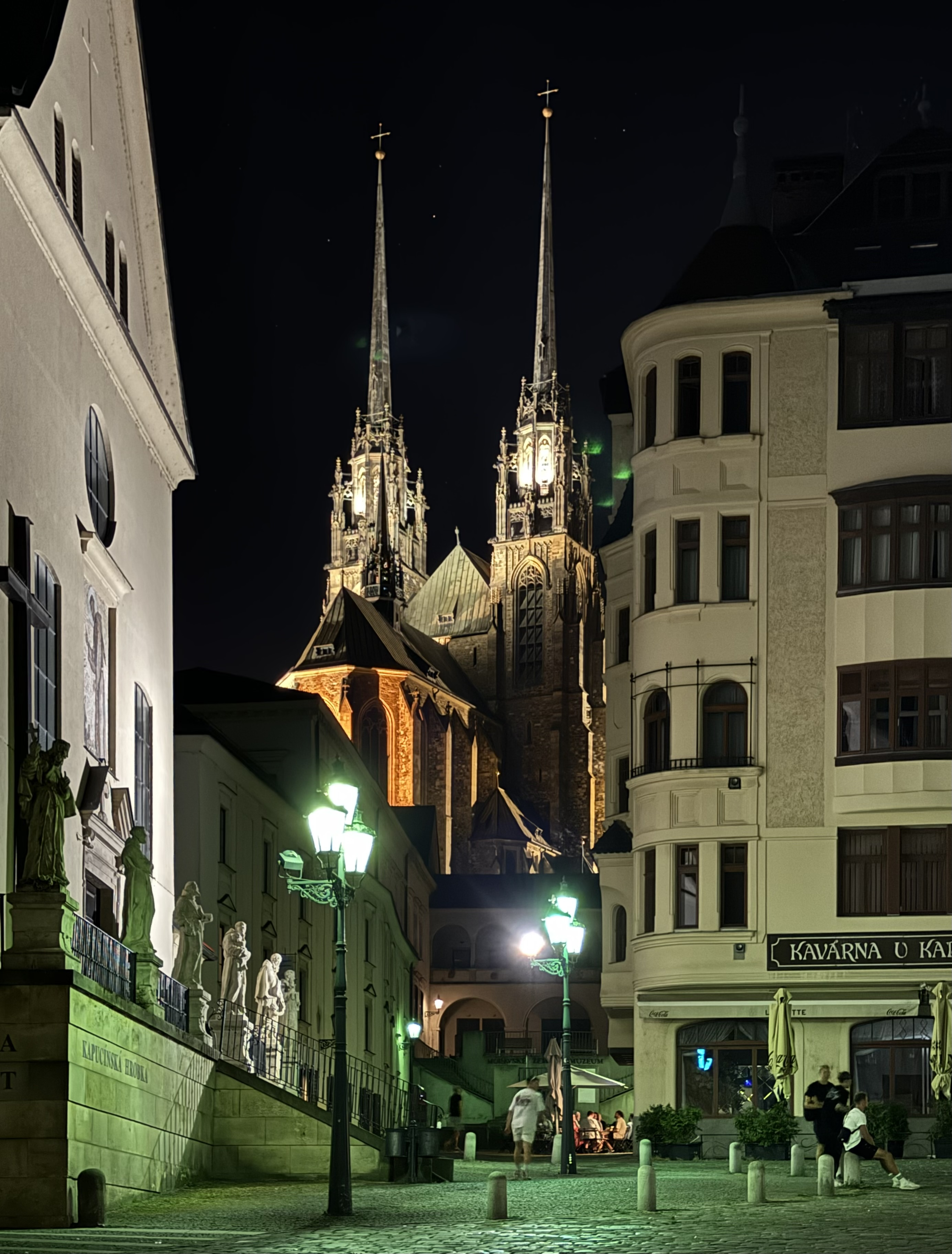
Widok na katedrę od strony kościoła kapucynów

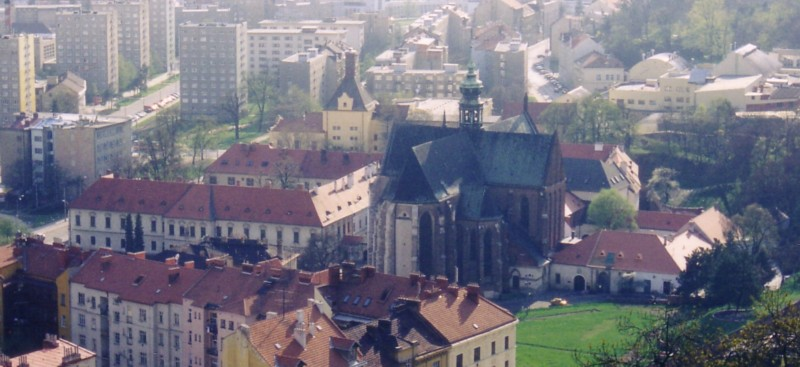
Kościół augustianów w Starym Brnie

Brno (wymowaⓘ, niem. Brünn, łac. Bruna, dawna nazwa polska Berno) – miasto statutarne na Morawach w Czechach, położone w południowo-wschodniej części kraju u zbiegu rzek Svratki i Svitavy. Największe miasto Moraw, stolica kraju południowomorawskiego. Z populacją wynoszącą ponad 400 tys., Brno zajmowało w 2024 roku drugie miejsce pod względem liczby ludności wśród czeskich miast, ustępując jedynie stołecznej Pradze. 
Miasto jest ważnym ośrodkiem kulturalnym (teatry, filharmonia, międzynarodowe festiwale muzyczne), naukowym (6 uczelni, w tym Uniwersytet Masaryka i Uniwersytet Techniczny) i turystycznym. Mimo iż Brno nie jest stolicą Czech, mają w nim siedzibę centralne, najważniejsze instytucje wymiaru sprawiedliwości: Sąd konstytucyjny, Sąd Najwyższy, Naczelny Sąd Administracyjny, Prokuratura Krajowa i ombudsman Republiki Czeskiej. Brno jest historyczną stolicą Moraw.

## Historia
Początki miasta sięgają epoki brązu i żelaza. Najprawdopodobniej już między V a VII wiekiem powstała w obszarze dzisiejszego miasta warownia słowiańska, mająca charakter ośrodka administracyjnego. Natomiast gród, który rozwinął się we współczesne miasto, został założony przez księcia Brzetysława I między rokiem 1021 a 1034 na wzgórzu Petrov. Powstał wtedy nieistniejący już dziś (zburzony w końcu XIX stulecia) kościół pw. św. Mikołaja. Pierwsza pisemna wzmianka o ośrodku została zamieszczona w 1091 roku w kronice Kosmasa. Na przełomie X i XI wieku, na lewym brzegu rzeki Svratki zbudowano rotundę, której pozostałości zostały uchwycone na terenie klasztoru augustianów na placu Mendla. Kościół ten był dwukrotnie przebudowywany, a w 1323 roku królowa Ryksa Elżbieta ufundowała w jego sąsiedztwie obecny kościół Wniebowzięcia NMP, służący klasztorowi cystersów. Około 1200 roku przybyli do Brna osadnicy niemieccy i walońscy, a osada znacznie się rozrosła, obejmując do lat 30. XIV wieku całe późniejsze historyczne centrum w obrębie murów miejskich. W 1243 roku król czeski Wacław I nadał miastu prawa miejskie i przywilej miasta królewskiego. Kilkadziesiąt lat później król Przemysł Ottokar II zbudował wzmiankowany w 1277 roku zamek, który dał początek późniejszej twierdzy Špilberk i stanowił podstawę systemu umocnień miejskich Brna. Od 1349 roku miasto było siedzibą margrabiów morawskich. W 1376 roku Brno otrzymało sołectwo. W latach 1428 i 1430 bezskutecznie oblegali je husyci. Brno w casie wojen husyckich pozostało silną twierdzą katolicyzmu, do czego przyczynił się jego niemiecki patrycjat.
W 1641 roku, po zdobyciu Ołomuńca przez wojska szwedzkie, Brno stało się faktyczną stolicą Moraw, co formalnie potwierdzono w XVIII wieku. W czasie wojny trzydziestoletniej (1643 i 1645) miasto, dzięki umiejętnościom komendanta Louisa Raduit de Souches, z sukcesem odparło oblężenia wojsk szwedzkich pod dowództwem generała Lennarta Torstenssona. Miasto było konsekwentnie umacniane i dlatego w 1742 roku było bez powodzenia oblegane przez wojska pruskie i saskie. 
W XVIII wieku rozwinął się w Brnie przemysł tkacki, który pozwolił miastu zdystansować w rozwoju konkurencyjny ośrodek Moraw, Ołomuniec. Od tej pory trwał tu intensywny rozwój przemysłowy z zastosowaniem pionierskich w obszarze monarchii habsburskiej wynalazków (1814 – pierwsza maszyna parowa). Dopiero w 1805 roku miasto poddało się po raz pierwszy, ulegając wojskom francuskim Napoleona Bonaparte. W 1805 roku w pobliżu miasta rozegrała się bitwa pod Austerlitz, w której walczyły armie austriacka i rosyjska z jednej strony, a armia francuska cesarza Napoleona z drugiej. Napoleon Bonaparte odwiedził Brno dwukrotnie w tym roku: od 20 listopada 1805 roku przebywał tam do nocy 29 listopada, a po zwycięstwie ponownie od 7 do 12 grudnia. We wrześniu 1809 roku powrócił do miasta, gdzie jego armia czekała na niego od 13 lipca. Cesarz Napoleon I nakazał zniszczyć częściowo fortyfikacje miejskie, by nie stały się oparciem dla jego przeciwników. W połowie XIX wieku pierścień murów miejskich rozebrano, a teren wokół twierdzy splantowano. W efekcie tych działań do dziś zachowała się tylko jedna brama miejska z siedmiu, które niegdyś istniały. Niemniej jednak Špilberk nadal pełnił funkcje publiczne – jako ciężkie więzienie (w tym polityczne) – aż do 1853 roku. 
7 lipca 1839 roku otwarto linię kolejową do Wiednia, stanowiącą część pierwszej dalekobieżnej linii kolejowej w Cesarstwie Austriackim. W latach 1839–1848 w twierdzy w Szpilberg w Brnie Austriacy więzili około dwustu polskich działaczy politycznych. W roku 1846 Brno zyskało oświetlenie gazowe, w 1847 roku połączenie telegraficzne z Wiedniem, a w 1869 roku na ulice miasta wyjechał pierwszy tramwaj konny (od 1900 tramwaje elektryczne). Rozwój miasta na taką skalę pozwalał mu uzyskać opinię morawskiego Manchesteru. W latach 1849–1918 Brno było stolicą margrabstwa Moraw – kraju koronnego w austriackiej części Monarchii Austro-Węgierskiej. Wkrótce po wybudowaniu wiedeńskiej Ringstraße, będącej wzorem dla innych miast, dawno nieistniejące fortyfikacje Brna zostały zburzone, a w ich miejscu w latach 1860/61 wybudowano obwodnicę zabudowaną prestiżowymi budynkami, takimi jak dworzec główny czy obecny Teatr Mahena (zaprojektowany przez Fellnera i Helmera). Rok 1873 przyniósł powstanie pierwszego uniwersytetu w Brnie – Instytutu Technicznego. Od 2. połowy XIX wieku czescy patrioci starali się o utworzenie w Brnie czeskiego uniwersytetu, ale nie udało im się tego zrobić ze względu na sprzeciw Niemców zamieszkujących miasto. W 1883 roku Jože Barvič założył w mieście pierwszą czeską księgarnię. W 1899 roku założono Uniwersytet Techniczny w Brnie (k. k. Tschechischen technischen Hochschule Franz Josephs in Brünn).
W październiku 1905 roku w Brnie odbył się niemiecki kongres, zwany Volkstagiem, podczas którego doszło do starć między Czechami a Niemcami. Z inicjatywy Niemców wezwano żandarmerię, a na ulicach Brna interweniowało wojsko, w wyniku czego zginął jeden czeski robotnik. Po powstaniu Pierwszej Republiki Brno zostało zajęte przez Czechów 6 listopada 1918 roku. Pierwszy uniwersytet nowego państwa, Uniwersytet Weterynaryjny w Brnie, został założony 12 grudnia 1918 roku. W 1919 roku powstały Uniwersytet Masaryka i Uniwersytet Rolnictwa i Leśnictwa im. Mendla.
O przemysłowym obliczu współczesnego Brna przesądził przemysł zbrojeniowy i maszynowy, który rozwijał się wraz z fabryką broni Zbrojovka od uzyskania przez Czechosłowację niepodległości w roku 1918. Miasto miało silne związki kulturowe z Wiedniem, który leży o 50 km bliżej Brna niż Praga. W 1910 roku po niemiecku mówiło 66% mieszkańców Brna, dlatego po powstaniu Czechosłowacji przyłączono w 1919 roku do miasta okoliczne wsie, dzięki czemu statystycznie liczba Niemców spadła do 26%.
W dwudziestoleciu międzywojennym fabryki broni Brna i Pilzna uczyniły z Czechosłowacji potentata światowego w tej dziedzinie. W 1939 roku Brno zostało włączone w obszar Protektoratu Czech i Moraw. Ze względu na militarny wysiłek III Rzeszy miasto miało niebagatelne znaczenie i wbrew obiegowym opiniom, że Czechy nie zaznały działań wojennych – miasto i lotnisko były dwukrotnie (25 sierpnia 1944 i 20 listopada 1944) bombardowane w ramach strategicznych operacji amerykańskiej 15 Floty Powietrznej. Bombardowania przyniosły zniszczenia, które szczęśliwie ominęły najważniejsze zabytki. Brno zostało wyzwolone spod okupacji hitlerowskiej przez Armię Czerwoną 26 kwietnia 1945. Wkrótce potem nastąpiły masowe deportacje mieszkających tu Niemców połączone z konfiskatą ich majątku. W maju 1945 czeskie władze rozkazały 25 tys. miejscowym Niemcom opuszczenie mieszkań w ciągu jednej nocy bez prawa zabrania niczego ze sobą, a następnie pognano ich w kierunku granicy austriackiej. Według niemieckich historyków w trakcie marszu zginęło 5 tys. mieszkańców miasta. Po wojnie i odbudowie zniszczeń przemysłowy rozwój miasta trwał dalej, połączony z rozbudową infrastruktury oraz sieci szkół technicznych i wyższych. 22 listopada 1990 wszedł w życie podział miasta na 29 dzielnic katastralnych. Obecnie Brno jest powiatem miejskim oraz siedzibą powiatu ziemskiego Brno. Od 1 stycznia 2003 przestały istnieć urzędy powiatowe, powiaty jednak nadal pozostały jednostką podziału administracyjnego Czech. Podział na powiaty zachowały np. sądy, policja i niektóre inne urzędy państwowe. Został on również zachowany dla celów statystycznych.
27 września 2009 Brno odwiedził Benedykt XVI. Była to pierwsza w historii wizyta papieża w tym mieście.

## Zabytki

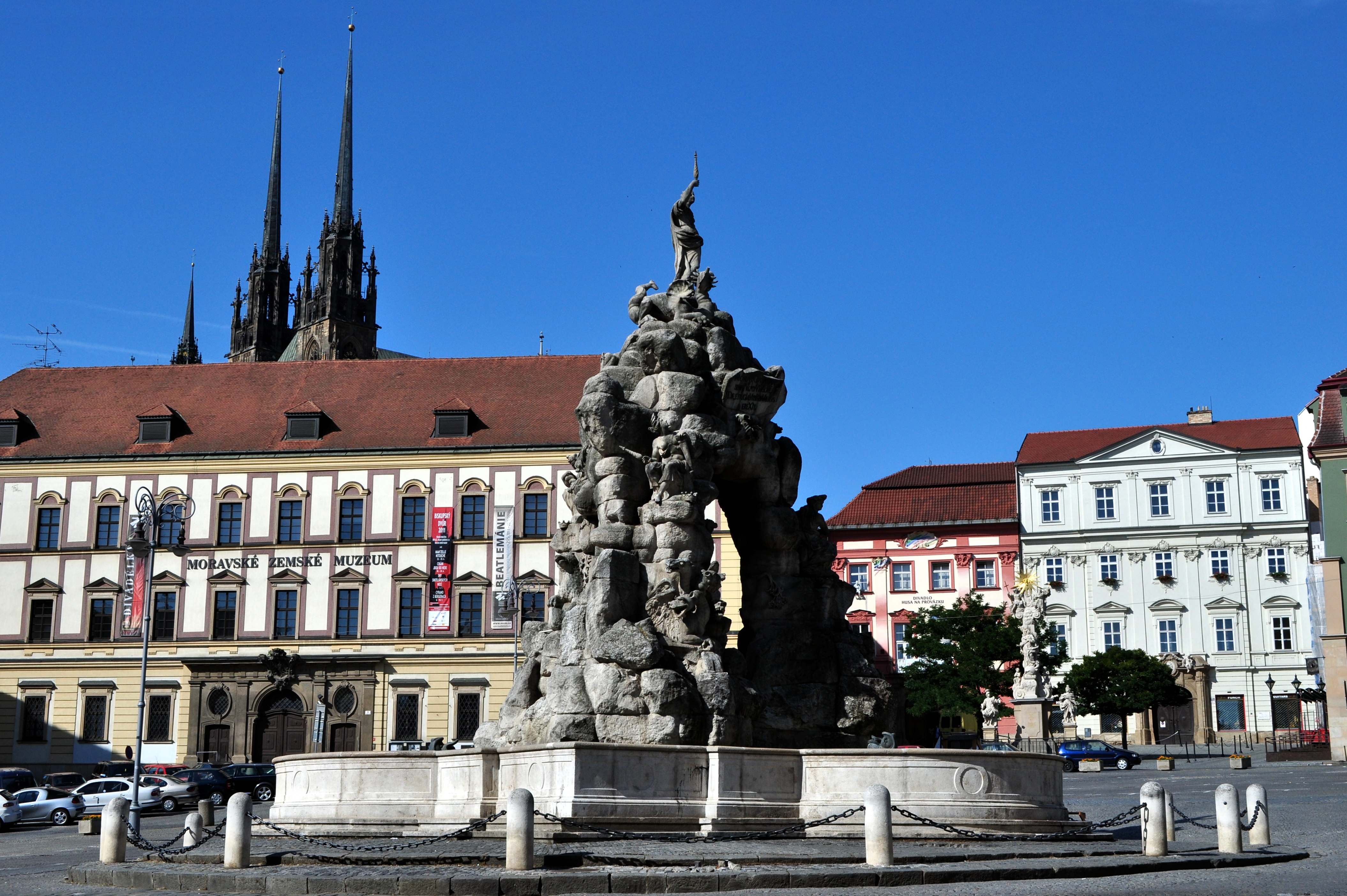
Zelný trh - Stare Miasto

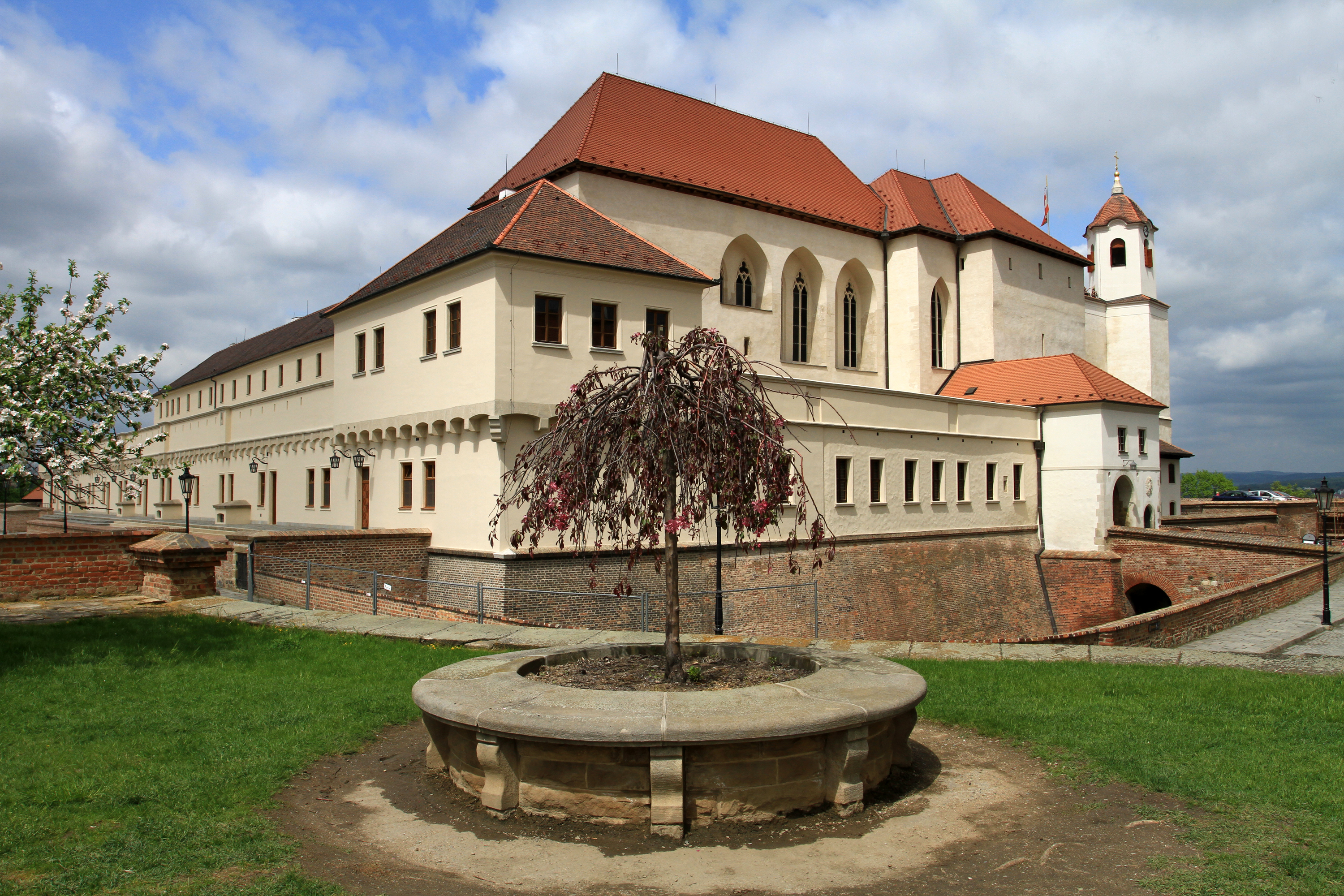
Zamek i twierdza Špilberk

- Stare Miasto z 2 rynkami – Zelný trh(inne języki) i náměstí Svobody(inne języki)
- stary ratusz
- zamek i twierdza Špilberk
- katedra św. Piotra i Pawła; oryginalnie romańska świątynia zbudowana na szczycie wzgórza Petrov, następnie przebudowana w stylu gotyckim. Obecna forma to efekt przebudowy z przełomu XIX i XX stulecia, gdy nadano budynkowi neogotycki styl i ukończono wieże. Do zwiedzania przeznaczone jest barokowe wnętrze katedry, wieże ze skarbcem i krypta z ekspozycją dotyczącą historii katedry. Z wież rozciąga się wspaniały widok na Stare Miasto. Sylwetka świątyni, znakomicie rozpoznawalna, m.in. dzięki umieszczeniu jej wizerunku na monecie 10-koronowej, jest jednym z symboli miasta.
- brneńskie pałace mieszczańskie – wśród nich najsłynniejsze to: renesansowy Dům pánů z Lipé (1589–96), neorenesansowy Kleinův palác (1847–48) oraz secesyjny Dům u Čtyř mamlasů (1901–02): wszystkie trzy przy náměstí Svobody; barokowy Schrattenbachův palác, ul. Kobližná; poza tym też budynki zajmowane obecnie przez administrację miejską i uniwersytet.
- bazylika pw. Wniebowzięcia NMP i klasztor augustianów (do 1783 cysterek) – klasztor ufundowany w 1323 roku przez królową czeską i polską Ryksę Elżbietę, żonę króla Wacława II, córkę króla Przemysła II. Kościół stał się miejscem pochówku fundatorki i jej kochanka Henryka z Lipy. W klasztorze działał pionier genetyki, będący równocześnie miejscowym opatem, Gregor Mendel. W 1987 roku Jan Paweł II nadał świątyni rangę bazyliki mniejszej. Bazylika jest najbardziej wysuniętą na południe europejską budowlą gotycką wzniesioną z cegły.
- kościoły z XIII–XVI wieku: św. Jakuba, Dominikanów i Jezuitów
- klasztor Minorytów z XVII wieku
- dawny klasztor premonstratensów Zábrdowice, królewskiej fundacji Przemysła Ottokara I z 1209 roku, na prawym brzegu Svitavy (obecnie szpital wojskowy, ul. Zábrdovická). Cesarz Józef II Habsburg, twórca józefinizmu, w latach 1780–1790 zlikwidował klasztor i zamienił na szpital wojskowy.
- willa Löw-Beera secesyjna z 1903 r., obecnie muzeum z ekspozycją pt. "Świat brneńskiej burżuazji pomiędzy Löw-Beerem a Tugendhatem".
- willa Dušana Jurkoviča z 1906 r., zbudowana dla architekta według jego własnego projektu. Obecnie muzeum Galerii Morawskiej z ekspozycją  pt. „Dušan Jurkovič. Architekt i jego dom”.
- willa Tugendhatów – znajduje się niedaleko od centrum, zbudowana według projektu znanego architekta L. Miesa van der Rohe w latach 1928–1930. Budowla ta stanowi wiodący przykład modernizmu z tego okresu. W 2002 roku willa Tugendhatów została wpisana na listę światowego dziedzictwa UNESCO.
- willa Stiassny projektu Ernsta Wiesnera z 1929 r., jeden z najważniejszych przykładów modernizmu w budownictwie jednorodzinnym w Czechach (udostępniona do zwiedzania).
- barokowe posągi i fontanny
- zamek Veveří, niegdyś zbudowany nad rzeką Svratką, a dziś górujący nad Zaporą Brneńską.

## Gospodarka
Dawniej w mieście dominowały zakłady maszynowe takie jak zbrojeniowe zakłady Zbrojovka, producent traktorów Zetor, Královopolská lub První brněnská strojírna, producent łożysk ZKL i inne. W XIX wieku, dzięki rozwiniętemu przemysłowi tekstylnemu, Brno zyskało przydomek „austriacki” lub „morawski Manchester”, a w XXI wieku, dzięki rozwojowi technologii informatycznych, nazywane jest „czeską” lub „morawską Doliną Krzemową”. Ważny ośrodek wełniany, poligraficzny. Ośrodek handlowy dla czeskiej gospodarki, gdzie ważną rolę spełniają Targi Brneńskie (Veletrhy Brno). Brneńskie Centrum Wystawowe gości od 1928 roku duże międzynarodowe wystawy i targi, z których największą są Międzynarodowe Targi Maszynowe. Rozległe tereny targowe stanowią również jeden z symboli kulturalnych miasta. 

## Transport
Brno to wielki węzeł komunikacyjny – kolejowy, drogowy – autostrady: D1 do Pragi i Zlina, D2 do Bratysławy, D52 do Wiednia (fragment)  oraz D48 do Ołomuńca i Ostrawy uzupełniające sieć drogi szybkiego ruchu – na południe w stronę Mikulova i na północ w kierunku Tišnova, lotniczy – położony na południowo-wschodnich obrzeżach miasta międzynarodowy Port lotniczy Brno-Tuřany (otwarty w 1958), który oferuje połączenia lotnicze z Londynem i Mediolanem.
Transport miejski obsługuje Dopravní podnik města Brna (Przedsiębiorstwo Komunikacyjne Miasta Brna), który jest częścią Zintegrowanego Systemu Komunikacyjnego Kraju Południowomorawskiego (IDS – JMK). Obecnie sieć DPMB składa się z 10 linii tramwajowych, 13 linii trolejbusowych i 43 linii autobusowych (w tym 11 linii nocnych) oraz transportu promowego na Jeziorze Brneńskim.

### Tramwaje

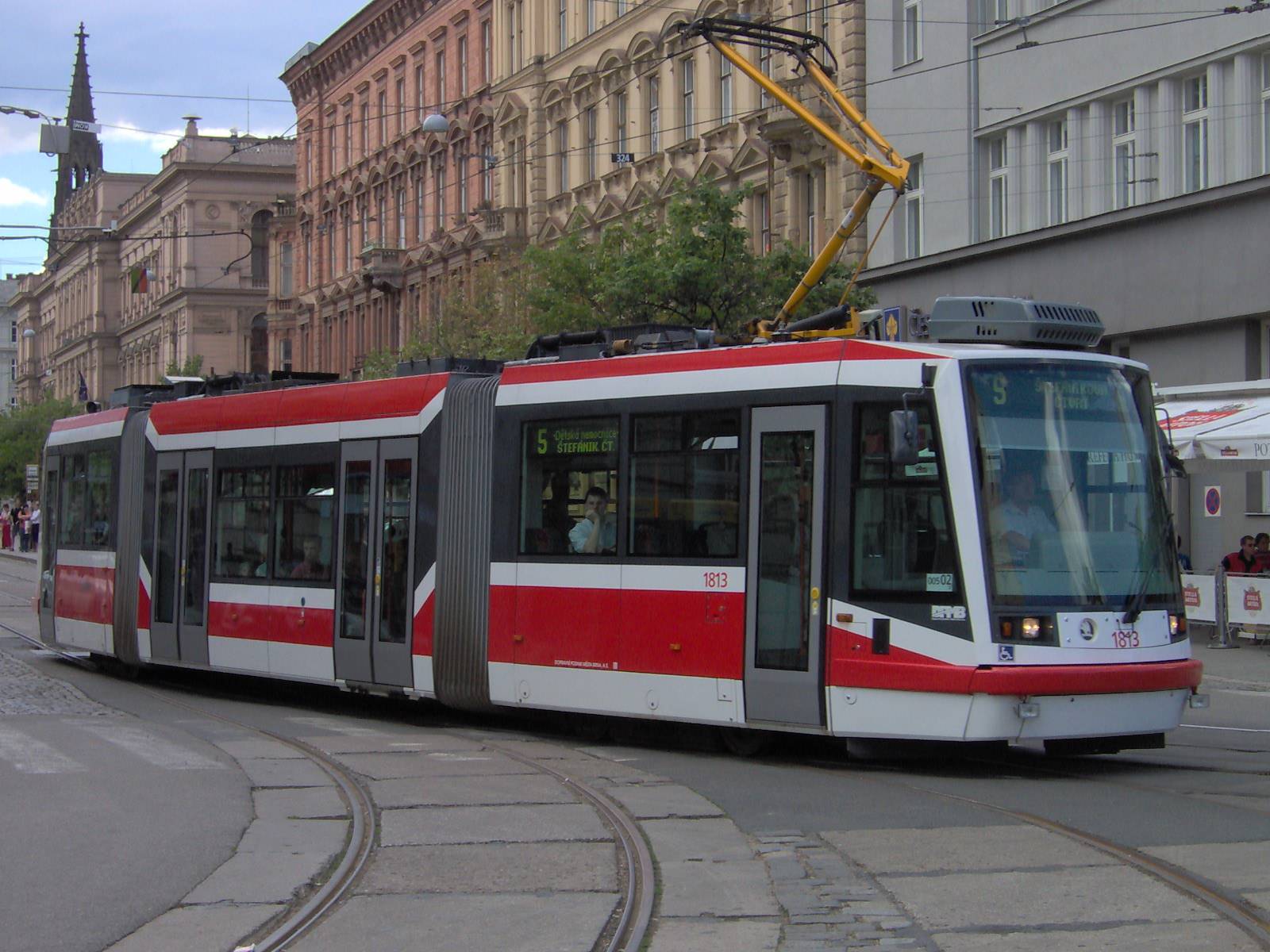
Brneński tramwaj

Historia transportu tramwajowego w Brnie sięga 1869 roku, gdy na ulice miasta wyjechał pierwszy tramwaj konny w Czechach. Piętnaście lat później transport ten został zastąpiony tramwajami parowymi. W roku 1900 sieć zelektryfikowano. Największy rozkwit tramwaje w Brnie przeżywały w okresie 20-lecia międzywojennego. Po II wojnie światowej nastąpiła stagnacja w rozwoju tego rodzaju transportu. Sytuacja poprawiła się dopiero w latach 70. i 80. XX wieku, gdy wybudowano trasy szybkich tramwajów wiodących na osiedla położone na obrzeżach miasta (Líšeň, Nový Lískovec, Bystrc). Najnowsza inwestycja to rozszerzenie sieci na osiedle Líšeň w 2004 roku. W listopadzie 2006, po 7 latach przerwy, tramwaje wróciły do serca miasta – na náměstí Svobody.

### Trolejbusy

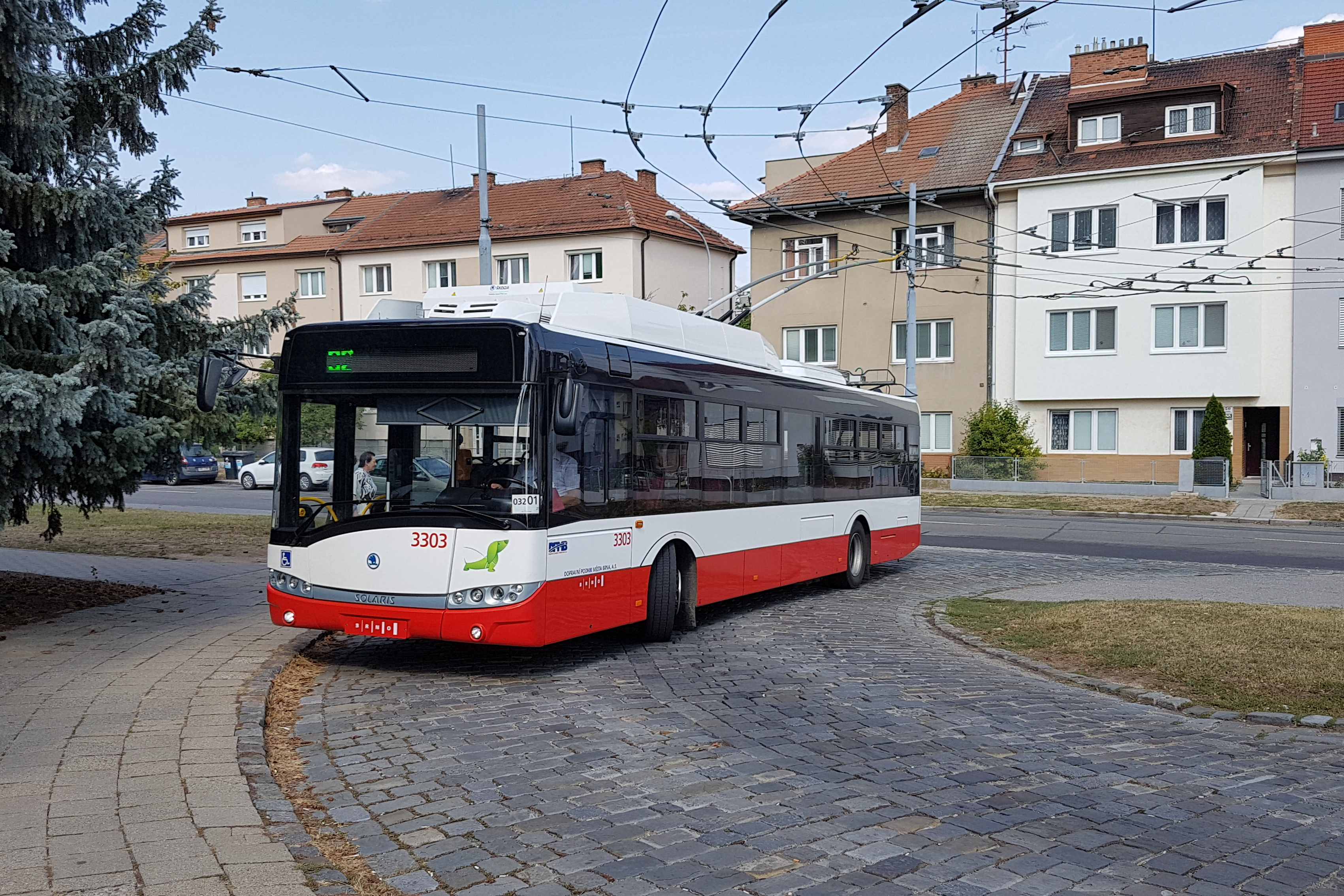
Brneński trolejbus

Pierwsze trolejbusy pojawiły się na brneńskich ulicach w 1949 roku. Początkowo niezbyt rozległa sieć była nawet w latach 60. zagrożona likwidacją. W następnym dziesięcioleciu nastąpił jednak gwałtowny rozwój miejskiej komunikacji trolejbusowej – przedłużono głównie trasy prowadzące na mniejsze osiedla (Žabovřesky, Vinohrady, Kohoutovice). Obecnie brneńska sieć trolejbusowa jest największą w Czechach.

### Autobusy
Transport autobusowy w mieście został wprowadzony już w roku 1930. Początkowo pełnił funkcję dopełnienia sieci tramwajowej. Zdecydowany rozwój sieci nastąpił w czasach socjalistycznych, kiedy autobusy uznano za priorytetowy środek transportu miejskiego. Transport autobusowy został skierowany do ścisłego centrum, jak i na szybko powstające, rozległe osiedla mieszkaniowe. Obecnie prowadzona jest polityka zmniejszania liczby linii autobusowych na rzecz sieci elektrycznej (tramwaje i trolejbusy), głównie ze względów ekologicznych – w połowie lat 90. starówka została wyłączona z ruchu autobusowego.

### Transport promowy
Od 1946 roku miejski przewoźnik obsługuje transport promowy na Jeziorze Brneńskim.

### Kolej
Brno to bardzo istotny w skali kraju węzeł kolejowy. Już sama wielkość budynku Dworca Głównego może o tym przekonywać. Z łatwością można stąd dojechać w każdy punkt Czech. Pociągi ekspresowe zapewniają bezpośrednie i szybkie połączenia miasta z Pragą, Wiedniem, Budapesztem i Bratysławą.
Na terenie Brna znajdują się stacje kolejowe: Brno hlavní nádraží, Brno dolní nádraží, Brno jih, Brno-Horní Heršpice, Brno-Chrlice, Brno-Královo Pole, Brno-Maloměřice, Brno-Slatina oraz przystanki: Brno-Černovice, Brno-Lesná, Brno-Řečkovice, Brno-Židenice.

### Lotnictwo
- Port lotniczy Brno-Tuřany

## Kultura
W XIX i na początku XX wieku w Brnie była powszechnie używana – zwłaszcza wśród niższych warstw społecznych – gwara miejska hantec. Do dzisiaj pewien zasób słów jest powszechnie rozumiany i używany, np. šalina (tramwaj).

### Národní divadlo

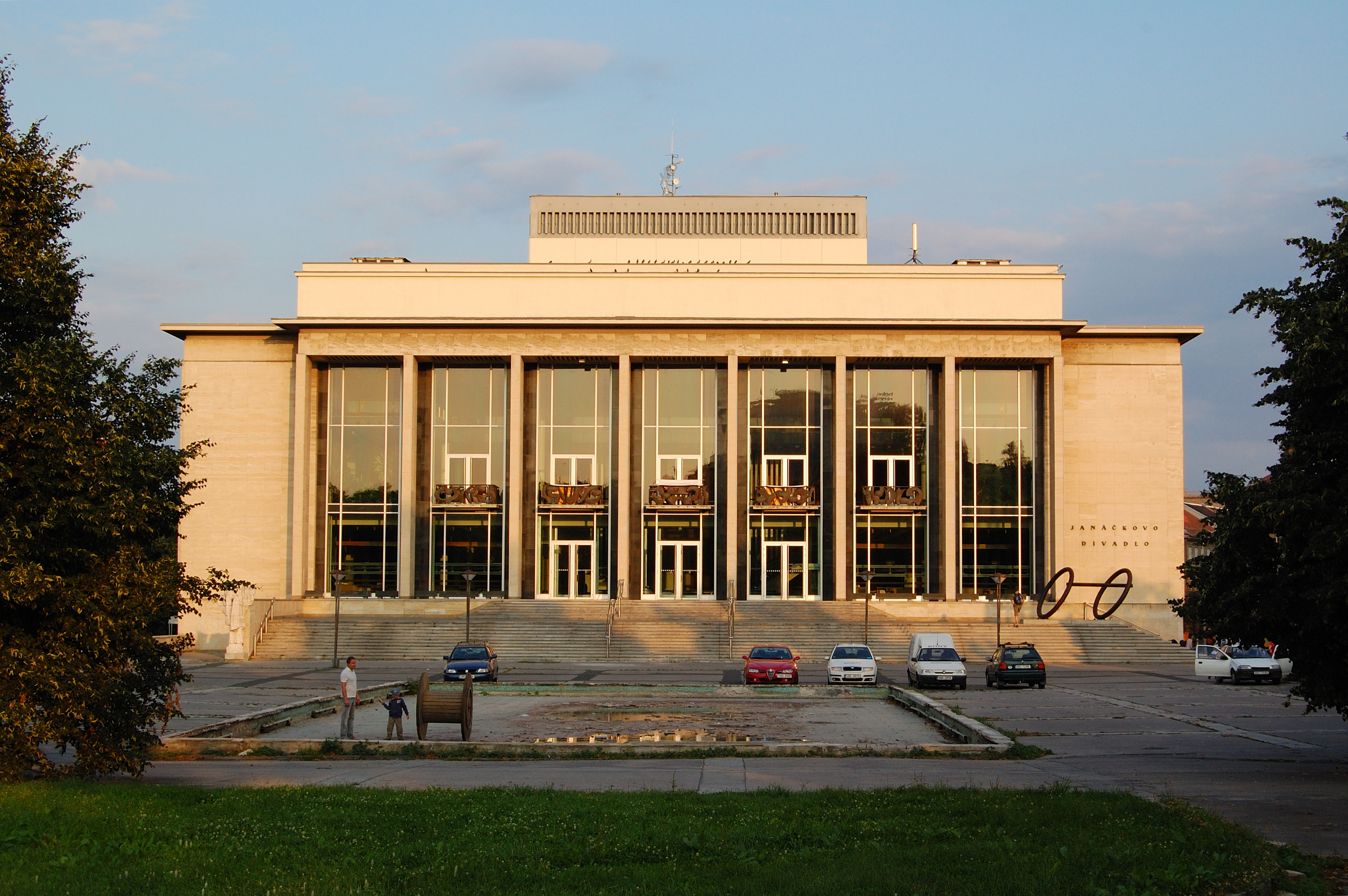
Janáčkovo divadlo, Brno 2009

Brno jest siedzibą ważnej czeskiej sceny operowej (Janáčkovo Divadlo), mieszczącej się przy ulicy Roosevelta w okolicy parku Koliště. Budynek opery powstał w latach 1961–1965.
Pomiędzy rokiem 1910 a 1958 przedstawiono aż siedem konkurencyjnych propozycji architektonicznych na budowę teatru. W kilku konkursach uczestniczyli znani architekci, m.in.: Bohuslav Fuchs, Josef Marik, Alois Dryak, Theodor Macharacek, Joseph Gočára, Vlastislav Hofman, Josef Chochoła, Janak, Jana Kotěry, Emil Kralik, Otakar Novotny, Oldrich Stary i Jan Visek. Z powodu rozbieżności w ocenach projektów, a następnie wybuchu I i II wojny światowej żadnego projektu nie zrealizowano, a ostatnia edycja konkursu została rozpisana dopiero w 1958 roku. Ostatecznie zwyciężył projekt Jana Víška.
Do zbudowania konstrukcji nośnej budynku wykorzystano żelbetowy szkielet, a do wykończenia powierzchni zewnętrznych i wewnętrznych: kamień, drewno, stal, szkło i aluminium. Elewacje oraz płytki wykonano z granitu, czarnego sjenitu i wapienia. Panele wykonano z drewna wiązu i orzecha włoskiego. W roku 2007 podjęto decyzję o rekonstrukcji Janáčkovego Divadla. Plany obejmują m.in. rekultywację bezpośredniej okolicy teatru oraz wybudowanie podziemnego parkingu.

### Kina
Aż do lat 90. XX wieku Brno obfitowało w kina, których łącznie istniało w mieście kilkadziesiąt. Sytuacja zaczęła się zmieniać wraz z latami dziewięćdziesiątymi, kiedy to znane kina, jak np. Jadran, Jalta, Kinokavárna Boby, Kinokavárna Rio, Premiéra Club, Slavia oraz Světozor zostały zamknięte. Sytuacja pozostałych kin pogorszyła się w roku 1999, kiedy w pobliskich Modrzycach (Modřicích) otworzono nowoczesne, dobrze wyposażone kino, a otworzenie multikina w centrum handlowym Velký Špalíček okazało się gwoździem do trumny kilku tradycyjnych kin. Dzisiaj z wielkiej liczby mniejszych lokali kinowych zostały Art, Scala i Lucerna, znane z mniej znanych produkcji.

## Struktura powierzchni
Według danych z 31 grudnia 2003 powiat grodzki ma obszar 230,19 km², w tym:
- użytki rolne – 35,22%, w tym 67,39% gruntów ornych
- inne – 64,78%, w tym 42,76% lasów
- liczba gospodarstw rolnych: 262.

## Podział administracyjny

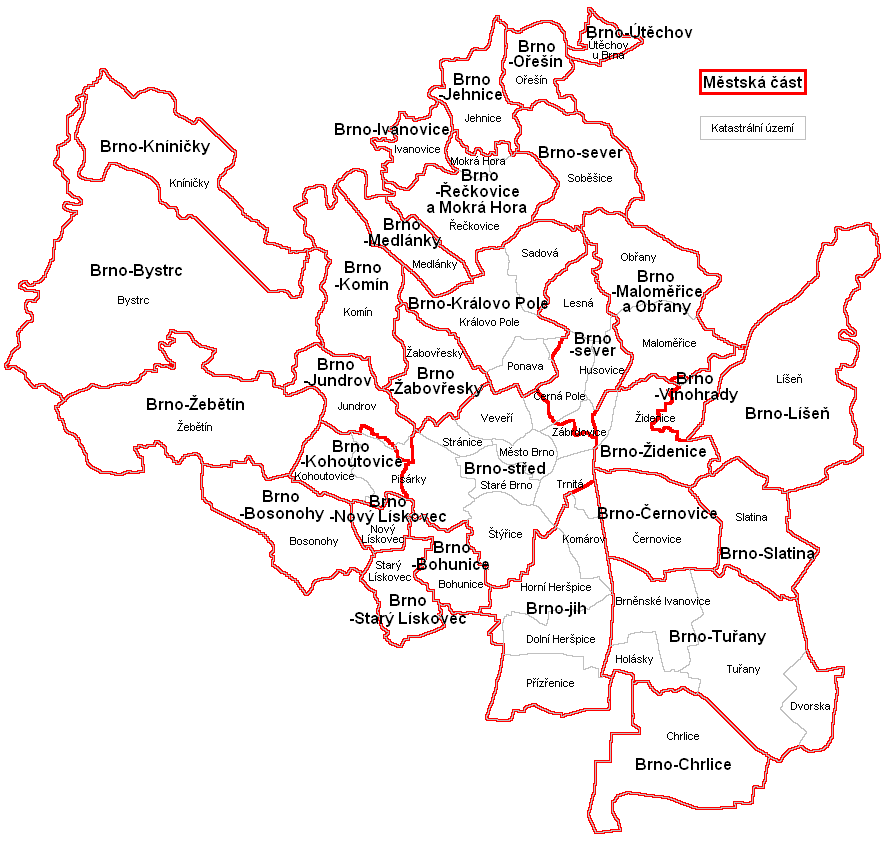
Podział administracyjny Brna

Powiat Brno-miasto dzieli się obecnie na 29 dzielnic:
- Bohunice (Bohunice)
- Bosonohy (Bosonohy)
- Bystrc (Bystrc)
- Černovice (Černovice)
- Chrlice (Chrlice)
- Ivanovice (Ivanovice)
- Jehnice (Jehnice)
- Brno-jih (Brno-Południe; Komárov, Dolní Heršpice, Horní Heršpice, Přízřenice, Trnitá (część))
- Jundrov (Jundrov (część), Pisárky (część))
- Kníničky (Kníničky)
- Kohoutovice (Kohoutovice, Pisárky (część), Jundrov (część))
- Komín (Komín)
- Královo Pole (Černá Pole (część), Královo Pole, Ponava, Sadová)
- Líšeň (Líšeň)
- Maloměřice i Obřany (Maloměřice (część), Obřany)
- Medlánky (Medlánky)
- Nový Lískovec (Nový Lískovec)
- Ořešín (Ořešín)
- Řečkovice i Mokrá Hora (Mokrá Hora, Řečkovice)
- Brno-sever (Brno-Północ; Černá Pole (część), Husovice, Lesná, Soběšice, Zábrdovice (część))
- Slatina (Slatina)
- Starý Lískovec (Starý Lískovec)
- Brno-střed (Brno-Centrum; Brno-město, Pisárky (część), Stare Brno, Stránice, Štýřice, Veveří,
- Trnitá (część), Zábrdovice (część))
- Tuřany (Brněnské Ivanovice, Dvorska, Holásky, Tuřany)
- Útěchov (Útěchov koło Brna)
- Vinohrady (Židenice (część), Maloměřice (część))
- Žabovřesky (Žabovřesky)
- Žebětín (Žebětín)
- Židenice (Zábrdovice (część), Židenice (część))

## Demografia
Dane z 1 stycznia 2024:
| Opis        | Ogółem  | Kobiety        | Mężczyźni      |
| ----------- | ------- | -------------- | -------------- |
| Populacja   | 400 566 | 206 520 51,56% | 194 046 48,44% |
| Średni wiek | 42,6    | 44,2           | 40,8           |

- gęstość zaludnienia: 1 740,15 mieszk./km² (2024)

## Zatrudnienie
| Mieszkańcy ze stałym zatrudnieniem | 165 680             |
| Średnia pensja miesięczna          | 18 244 koron brutto |
| Bezrobotni                         | 19 773              |
| Stopa bezrobocia                   | 9,21%               |

## Szkolnictwo

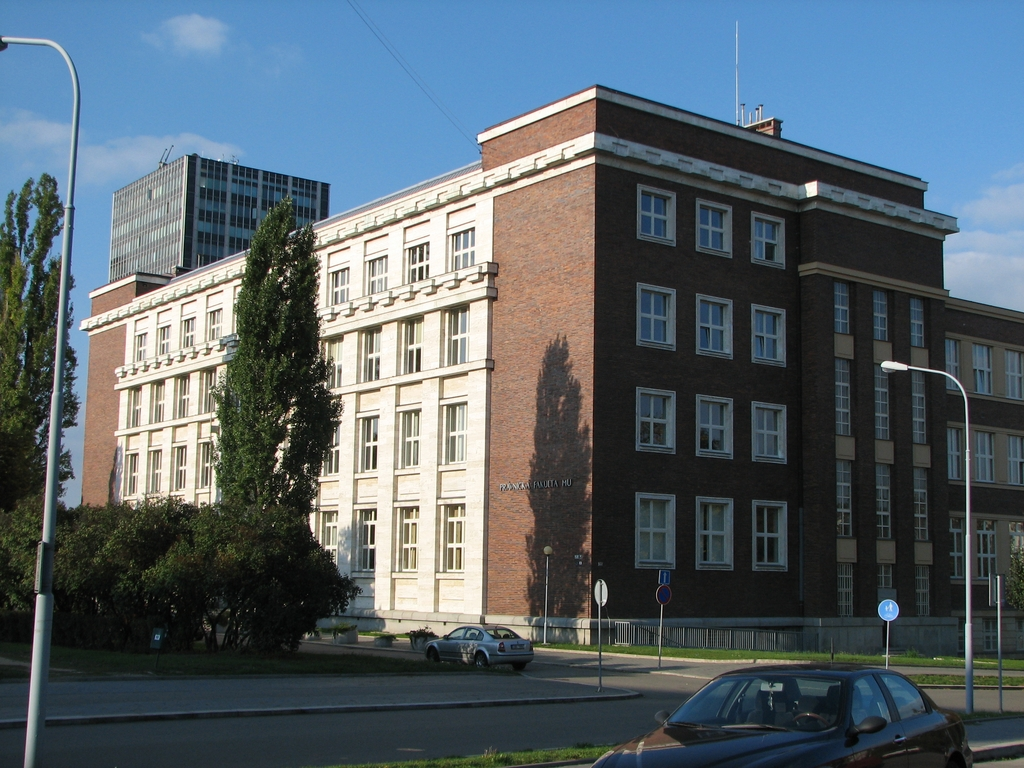
Wydział Prawa Uniwersytetu Masaryka

W Brnie działają:
| Rodzaj szkoły                   | Liczba placówek |
| ------------------------------- | --------------- |
| Przedszkola                     | 142             |
| Szkoły podstawowe               | 74              |
| Gimnazja                        | 21              |
| Szkoły średnie techniczne       | 38              |
| Szkoły średnie ogólnokształcące | 12              |
| Szkoły wyższe                   | 11              |

- Uniwersytet Masaryka

## Służba zdrowia
| Lekarze                               | 2 752 |
| Szpitale                              | 12    |
| Specjalistyczne ośrodki terapeutyczne | 3     |
| Gabinety dentystyczne                 | 268   |
| Apteki                                | 100   |

## Sport
- Rudá Hvězda Brno – klub piłkarski

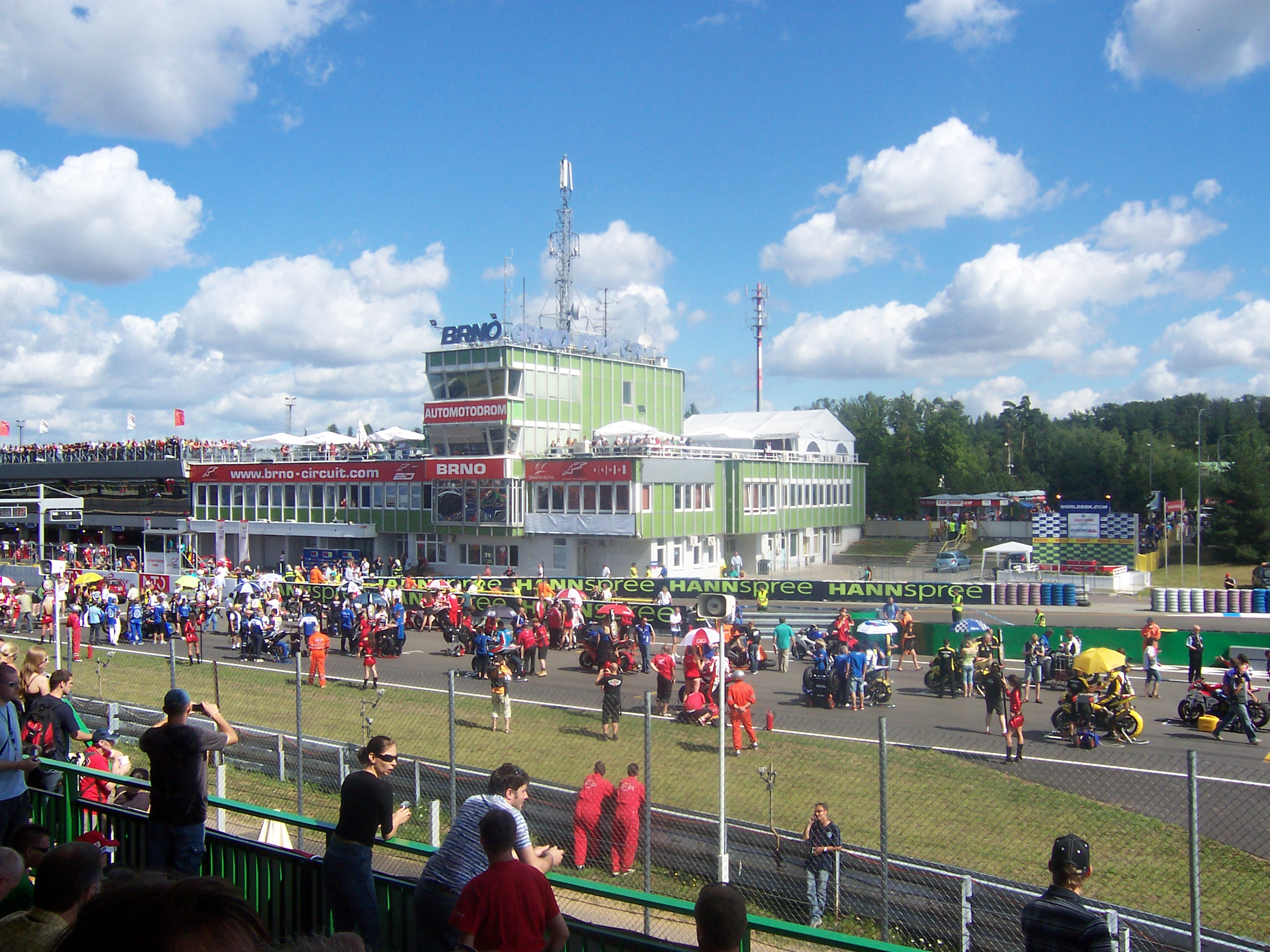
Automotodrom Brno (2008)

- FC Zbrojovka Brno – sportowy klub piłkarski I ligi (dawniej 1. FC Brno)
- HC Kometa Brno – klub hokejowy
- VK Královo Pole Brno – klub piłki siatkowej kobiet
- Volejbal Brno – klub piłki siatkowej mężczyzn

- Automotodrom Brno (znany pod nazwą Masarykuv okruh – Tor Masaryka) – wybudowany w 1987 roku tor motocyklowy położony na południowo-zachodnich obrzeżach miasta, ściągający mnóstwo osób zainteresowanych sportami motocyklowymi. Odbywają się tu liczne imprezy motocyklowe – najpopularniejsze to MotoGP.

## Osoby związane z Brnem
- Adam Ondra - wspinacz. Autor najtrudniejszej sportowej drogi wspinaczkowej na świecie.

- Franz Bardon – pochowany tutaj
- Michael Berkowitz – żydowski pedagog i pisarz, pionier ruchu syjonistycznego, w latach 1909–1911 pracował w Brnie jako nauczyciel.
- Ryksa Elżbieta – królowa Czech i Polski
- Nikola Fraňková – tenisistka
- Bohuslav Fuchs – architekt miejski Brna w latach 1925–1929
- Nataša Gollová – aktorka
- Kurt Gödel – matematyk
- Yana Gupta – aktorka bollywoodzka
- Dagmar Havlová - była pierwsza dama Czech, aktorka
- Helena Horká – siatkarka reprezentacji Czech i BKS Aluprof Bielsko-Biała
- Bohumil Hrabal – pisarz
- Leoš Janáček – kompozytor
- Maria Jeritza – śpiewaczka
- Dušan Jurkovič – architekt
- Viktor Kaplan – wynalazca
- Erich Wolfgang Korngold – kompozytor
- Barbora Krejčíková – tenisistka
- Milan Kundera – pisarz
- Jan Adam I Liechtenstein – książę Liechtensteinu
- Adolf Loos – architekt wczesnego modernizmu
- Ernst Mach – fizyk
- Jiří Mahen – pisarz
- Gregor Mendel – ojciec genetyki
- Vladimír Menšík – aktor
- Léon Minkus – kompozytor
- Robert Musil – pisarz
- Arne Novák – teoretyk literatury
- Jana Novotná – tenisistka, mistrzyni Wimbledonu
- George Placzek – fizyk
- Lucie Šafářová – tenisistka
- Jan Skácel – poeta
- Josef Stejskal – poeta, projektant plakatów
- Anna Ticho – malarka
- Miroslav Verner – egiptolog
- Eugen von Böhm-Bawerk – ekonomista
- Alexander Ypsilantis – grecki książę wołoski i mołdawski

## Miasta partnerskie
Miastami partnerskimi Brna są:
- Bratysława (Słowacja),
- Poznań (Polska),
- Dallas (Stany Zjednoczone),
- Rennes (Francja),
- Debreczyn (Węgry),
- St. Pölten (Austria),
- Charków (Ukraina),
- Stuttgart (Niemcy),
- Kowno (Litwa),
- Daejeon (Korea Południowa),
- Leeds (Wielka Brytania),
- Utrecht (Holandia),
- Lipsk (Niemcy),
- Wiedeń (Austria),
- Lwów (Ukraina) od 2022[11],
- Moskwa (Rosja) do 2022 (w 2022 władze Brna wypowiedziały umowę o partnerstwie[11]),
- Woroneż (Rosja) do 2022 (w 2022 władze Brna wypowiedziały umowę o partnerstwie[11]).